# Gerold Hilty
Gerold Hilty (* 12. August 1927 in Samedan; † 6. Dezember 2014 in Oberrieden) war ein Schweizer Romanist, Hispanist, Mediävist und Sprachwissenschaftler.

## Leben
Gerold Hilty studierte in Zürich (bei Jakob Jud, Arnald Steiger, Theophil Spoerri, Emil Staiger, Manu Leumann) und Madrid (bei Ramón Menéndez Pidal, Dámaso Alonso, Rafael Lapesa, Emilio García Gómez). In seiner Studienzeit trat er dem Schweizerischen Zofingerverein bei. Er promovierte 1953 in Zürich mit El libro conplido en los iudizios de las estrellas (Madrid 1954). Er war Assistent am Romanischen Seminar Zürich, dann Gymnasiallehrer in St. Gallen. Eine angefangene Habilitationsschrift über den Discours indirect libre kam wegen der frühen Berufung auf den Lehrstuhl seines Lehrers Arnald Steiger nicht zustande. Hilty war von 1959 bis 1993 ordentlicher Professor für romanische Philologie (französische und spanische Sprachwissenschaft) an der Universität Zürich (von 1980 bis 1982 auch Rektor). Sein Nachfolger in Zürich wurde Georg Bossong. Hilty war von 1963 bis 1991 Herausgeber der Zeitschrift Vox Romanica. Von 1978 bis 1983 war Hilty in der Schweizer Armee Kommandant der Reduitbrigade 22.
Er war der jüngere Bruder des Schriftstellers und Publizisten Hans Rudolf Hilty.

## Schriften
- Zur judenportugiesischen Übersetzung des Libro conplido. Bern: Francke 1959. Auch in: Vox Romanica 16 (1957), S. 297–325; 17 (1958), S. 129–157 und 220–259.
- Langue française: phonétique, morphologie, syntaxe, différences de structure entre le français et l’allemand. Zürich: Juris-Verlag 1974 (2. Auflage zusammen mit Jakob Wüest, Zürich 1986).
- Erneuerung und Bewahrung, Wandel und Tradition. In: Wege in der Sprachwissenschaft. Vierundvierzig autobiographische Berichte. Festschrift für Mario Wandruszka. Tübingen: Narr 1991, S. 113–117.
- (Herausgeber) Actes du 20e Congrès international de linguistique et philologie romanes, Université de Zurich (6–11 avril 1992), 5 Bde., Tübingen 1993.
- (Herausgeber zusammen mit Ernst Eichler, Heinrich Löffler, Hugo Steger und Ladislav Zgusta) Namenforschung / Name Studies / Les noms propres. Ein internationales Handbuch zur Onomastik / An International Handbook of Onomastics / Manuel international d’onomastique, 3 Bde., Berlin; New York 1995, 1996.
- Gallus und die Sprachgeschichte der Nordostschweiz. St. Gallen: VGS Verlagsgemeinschaft St. Gallen 2001.
- Íva•l con la edat el coraçon creçiendo: estudios escogidos sobre problemas de lengua y literatura hispánicas, ed. de Itzíar López Guil [et al.]. Madrid: Iberoamericana 2007.